# 張英奎
張英奎（1963年1月—），蒙古族，中华人民共和国政治人物、军事人物，中国共产党党员，中国人民解放军少将军衔。2014年3月任內蒙古軍區副司令員。2015年7月晋升少将军衔。